# المحقق كونان: حجة الغياب القرمزية
المحقق كونان: حجة الغياب القرمزية (باليابانية: 名探偵コナン 緋色の不在証明، بالروماجي: Meitantei Conan: Hiiro no Fuzai Shōmei) هو فيلم أنمي ياباني، مقتبس من أنمي المحقق كونان للمانغاكا والمؤلف غوشو أوياما. وسيعرض الفيلم التجميعي في 11 فبراير 2021؛ وسيجمع مشاهد مختلفة من حلقات الأنمي المتلفز تركز على عائلة أكاي. وسيعرض في صالات السينما لفترة محدودة تمتد لثلاثة أسابيع من 11 فبراير إلى 4 مارس استعداداً للفلم الـ24 من سلسلة أفلام أنمي المحقق كونان والمعروف باسم  الرصاصة القرمزية.
تم الكشف عن الفيلم في 20 يناير 2021. وسيتناول الفيلم قصة ولغز عن عائلة أكاي (شويتشي أكاي، ماسومي سيرا، شوكيتشي هانيدا، ميري سيرا).

## القصة
سيركز الفيلم على عائلة آكاي المكونة من أربع أفراد التي ستلعب دوراً مهماً في أحداث الفيلم الرابع والعشرون. هذه العائلة تضم شويتشي آكاي وهو عميل إف بي آي ومحققة في المدرسة الثانوية تدعى ماسومي سيرا ولاعب الشوغي المحترف شوكيتشي هانيدا الذي حصل على سبعة بطولات وفتاة أخرى تدعى ماري سيرا وتؤدي دور الأم في العائلة.

## الشخصيات
- كونان إيدوغاوا: أداء مينامي تاكاياما
- شينتشي كودو: أداء كابيه ياماغوتشي
- ران موري: أداء واكانا يامازاكي
- كوغورو موري: أداء ريكيا كوياما
- آي هايبرا: أداء ميغومي هاياشيبارا
- شويتشي أكاي: أداء شويتشي إيكيدا
- ماسومي سيرا: أداء نوريكو هيداكا
- شوكيتشي هانيدا: أداء توشيوكي موريكاوا
- ميري سيرا: أداء أتسوكو تاناكا
- سوبارو أوكيا: أداء ريوتارو أوكيايو

## العاملون على الفيلم
- العمل الأصلي: غوشو أوياما.
- الإخراج: توموكا ناغاوكا.
- الكتابة: غوشو أوياما والكاتب تاكهارو ساكوراي.
- الموسيقى: كاتسو أونو.
- الإستيديو: تي إم إس إنترتينمنت.
- التوزيع: توهو.
- إنتاج الأنمي: TMS

## وصلات خارجية
- المحقق كونان: حجة الغياب القرمزية على موقع IMDb (الإنجليزية)
- المحقق كونان: حجة الغياب القرمزية على موقع سيني سيري (الفرنسية)
- المحقق كونان: حجة الغياب القرمزية على موقع سونس كريتيك (الفرنسية)
- الموقع الرسمي لفيلم المحقق كونان